# Notogomphus flavifrons
Notogomphus flavifrons är en trollsländeart som beskrevs av Fraser 1952. Notogomphus flavifrons ingår i släktet Notogomphus och familjen flodtrollsländor. IUCN kategoriserar arten globalt som otillräckligt studerad. Inga underarter finns listade i Catalogue of Life.